# Direct Action Everywhere
Direct Action Everywhere (tiếng Việt: Hành Động Trực Tiếp Ở Mọi Nơi) viết tắt là DxE, là một mạng lưới cơ sở quốc tế của các nhà hoạt động vì quyền động vật được thành lập vào năm 2013 tại Khu vực Vịnh San Francisco.
DxE bắt đầu hoạt động từ những cuộc biểu tình gây rối nhưng hiện tại họ cũng đã sử dụng các chiến thuật hành động trực tiếp phi bạo lực, nhằm hỗ trợ cho mục đích giải cứu công khai động vật từ các trang trại, các cơ sở khác nhau và xây dựng cộng đồng.
Mục đích cuối cùng của DxE là xây dựng một phong trào có thể thay đổi văn hóa và thay đổi các thể chế chính trị xã hội. Những nhà hoạt động (NHĐ) của DxE làm việc vì " giải phóng hoàn toàn động vật " và tạo ra một đạo luật đòi hỏi sự " bình đẳng về loài ".

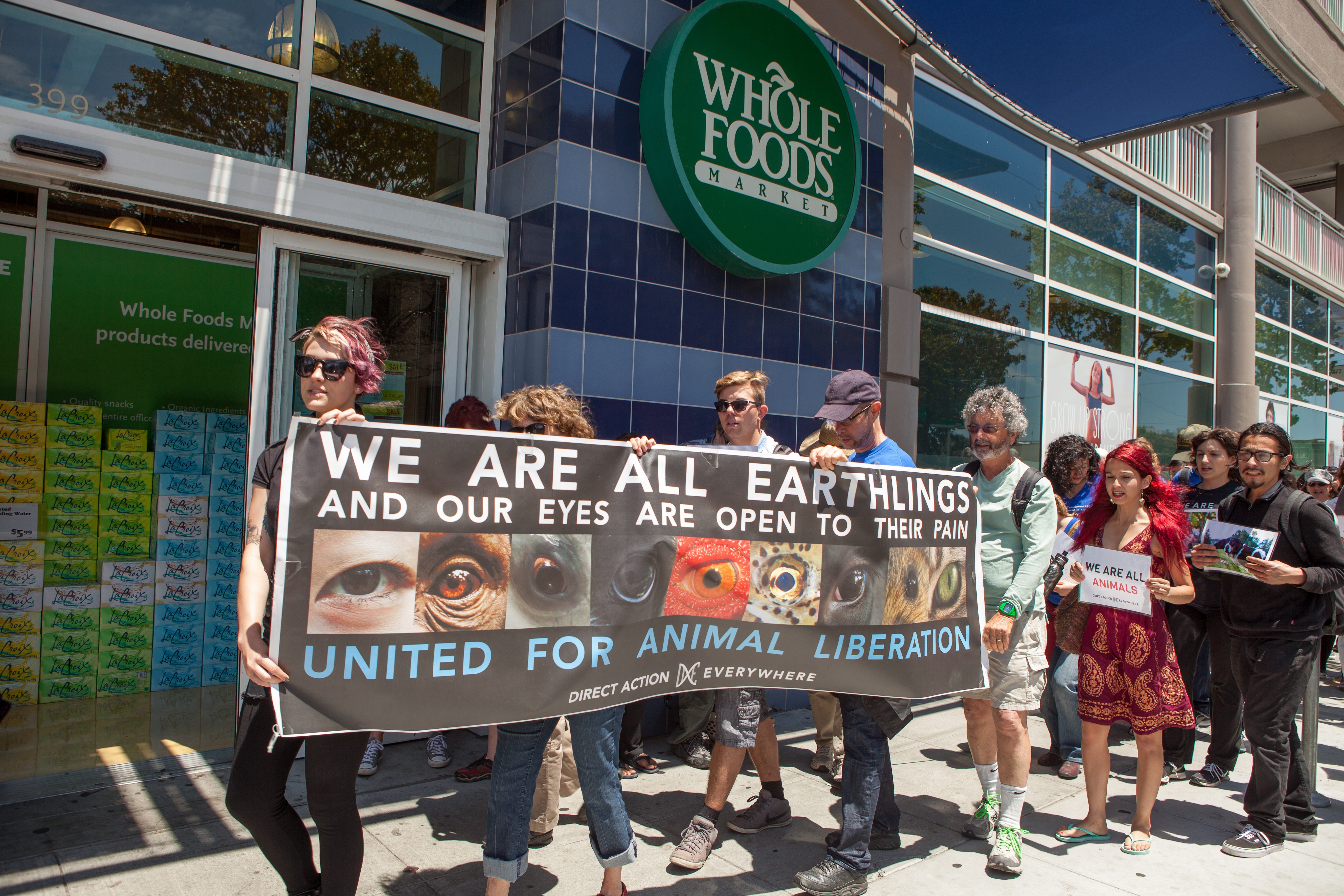
Cuộc biểu tình của DxE tại Whole Foods Market

## Lịch sử

### Thành lập
DxE được thành lập vào năm 2013 bởi một số ít người quyết định phản đối từ bên trong các nhà hàng và các cửa hàng, thay vì ở bên ngoài khu vực Vịnh San Francisco, điển hình là về các cuộc biểu tình đòi quyền lợi động vật. Wayne Hsiung - nhà đồng sáng lập DxE đã điều tra các lò giết mổ trong vòng mười năm trước khi thành lập DxE với mục tiêu mở rộng quy mô giải cứu công khai và các hình thức hành động trực tiếp phi bạo lực khác.
Hành động đầu tiên của DxE xảy ra vào tháng 1 năm 2013. Sáu nhà hoạt động đã biểu tình trước quầy thịt ở Chợ Nông dân Sprouts, họ cho rằng các mặt hàng được bán ở phía sau quầy không phải là thực phẩm mà là "sự đau đớn và đau khổ của hàng tỷ người bạn của chúng ta trong các trang trại và lò mổ".

### Sự phát triển
DxE tổ chức các cuộc biểu tình bên trong các nhà hàng và cửa hàng, với lý do Hội nghị lãnh đạo Kitô giáo miền Nam và ACT UP như những ảnh hưởng đến từ sự kiện. Tháng 8 năm 2013, các nhà hoạt động của DxE tổ chức bên Los Angeles trong một cuộc biểu tình đa thành phố quốc tế, The Earthlings March. Khoảng 40 thành phố và các nhóm hoạt động khác nhau đã đồng loạt tham gia diễu hành.
Vào tháng 10 năm 2013, để phản hồi lại một video lan truyền do Chipotle sản xuất có tên The Scarecrow, DxE đã tổ chức trong cửa hàng bằng cách mô phỏng cái chết (die-in) tại ba nhà hàng Chipotle ở San Francisco. DxE lập luận rằng những nỗ lực quảng cáo có mục đích của Chipotle đang cố gắng tạo ra một hệ thống thực phẩm tự nhiên và nhân văn "humanewashing", nơi các nhà hoạt động vì quyền động vật mô tả đó là những nỗ lực tiếp thị nhằm che giấu bạo lực vốn có của việc sử dụng và giết động vật để làm thức ăn. Trong vòng vài tuần sau đó, các cuộc biểu tình lần lượt được thực hiện tại Chicago, Los Angeles, Phoenix và Philadelphia, bằng cách tạo ra một nền tảng cho các ngày hành động được phối hợp trên toàn cầu theo thông điệp: "Đó Không Phải Là Thực Phẩm, Đó Là Bạo Lực".
DxE tiếp tục với các ngày hành động hàng tháng được điều phối trên toàn thế giới. Ngoài Chipotle, các nhà hoạt động cũng nhắm đến các cửa hàng tạp hóa, nhà hàng, cửa hàng quần áo, vườn thú, rạp xiếc và các phòng thí nghiệm khác. Các hành động ban đầu được tổ chức xung quanh Khu vực Vịnh San Francisco, đến tháng 12 năm 2014, mạng lưới của DxE đã phát triển ít nhất hơn 90 thành phố ở 20 quốc gia.
DxE tổ chức Hội nghị giải phóng Động vật (ALC) hàng năm cho những nhà hoạt động vì quyền hòa bình động vật. ALC là một tuần đầy đủ các cuộc nói chuyện, đào tạo xã hội, tất cả đều nhằm mục đích trao quyền cho những nhà hoạt động.

### Chiến dịch Whole Foods
Bắt đầu vào mùa hè năm 2013, những nhà hoạt động của DxE gồm Wayne Hsiung, Chris Van Breen, Priya Sawhney, Brian Burns và Ronnie Rose đã khởi đầu một cuộc điều tra từ mạng lưới Giải cứu công khai. DxE chọn cửa hàng thực phẩm tự nhiên Whole Foods Market có trụ sở tại Mỹ là mục tiêu của cuộc điều tra, do công ty này bị cáo buộc "tích cực định hình quan điểm của công chúng về nông nghiệp chăn nuôi với tiếp thị sai." 
Các nhà hoạt động chọn nhà cung cấp trứng Petaluma Farms được chứng nhận nhân đạo bởi Whole Foods tại Petaluma, California làm mục tiêu của cuộc điều tra ban đầu. Tại thời điểm đó, các nhà hoạt động gặp một con gà mái bị bệnh đã ngã gục và đang cố gắng thở, họ đưa cô rời khỏi trang trại và đặt tên cho cô là Mei Hua (tiếng Trung Quốc nghĩa là "hoa xinh đẹp") và cũng giúp sức khỏe của cô được hồi phục, từ đó Mei Hua trở thành hình ảnh biểu tượng và là tâm điểm của chiến dịch. Một trang trại khác thuộc sở hữu của cùng một công ty sau đó là chủ đề của một video tương tự được quay bởi một nhân viên cũ. Khi được yêu cầu bình luận về sự đột nhập cụ thể sau khi DxE phát hành video mở đầu của họ, sở Cảnh sát Hạt Sonoma tuyên bố rằng một cuộc điều tra đầy đủ đang được tiến hành, nhưng trang trại chứng tỏ rằng họ đã thực hiện theo đúng "tiêu chuẩn của ngành".
DxE sau đó phát hành một đoạn video dài 19 phút về cuộc điều tra "Truth Matters", trên YouTube và Facebook vào tháng 1 năm 2015 và nhận được sự quan tâm lớn trên các phương tiện truyền thông quốc tế, bao gồm Thời báo New York và Mother Jones. Trong nhiều tuần theo dõi điều tra, và vài tháng sau đó cho đến đầu năm 2016, nhiều nhóm hoạt động của DxE ở vài chục thành phố cũng đã tổ chức các cuộc biểu tình bên trong các cửa hàng của Whole Foods, thách thức chiến dịch quảng cáo "Values Matter" của công ty này. Whole Foods đã công bố tiêu chuẩn đẻ trứng mới trong thời gian ngắn ngay sau khi video điều tra của DxE phát hành.
Trong năm 2015, một nhóm các nhà hoạt động lớn hơn điều tra Diestel Turkey Ranch - một trong ba công ty trong số hơn 2.000 đạt xếp hạng 5+ trên thang điểm 1-5 bởi Hiệp hội Động vật Toàn cầu do phúc lợi động vật của Whole Foods phối hợp đánh giá. Các nhà hoạt động đã ghi lại được nhiều video rõ ràng tại một trang trại thuộc sở hữu của Diestel ở Jamestown, CA cho thấy sự bẩn thỉu, đông đúc, chim chết khi còn nhỏ. Diestel đã thêm một đề cập ngắn gọn vào trang web của trang trại Jamestown sau cuộc điều tra.
DxE công bố một cuộc điều tra khác vào tháng 11 năm 2016 tại Jaindl Farms - một trang trại của Whole Foods, nơi đã cung cấp cho Nhà Trắng những con gà tây vào dịp Lễ Tạ ơn kể từ những năm 1960, được đánh giá trong phần trăm phúc lợi động vật thứ 98/theo kiểm toán phúc lợi động vật. Các NHĐ cũng công bố các thước phim về những con chim bị mỏ cắt đôi chật vật bước đi, đông đúc, chen chúc giẫm đạp lên nhau nhiều lần. Hai phóng viên của Huffington Post đến thăm trang trại theo lời mời từ chủ sở hữu của trang trại Jaindl và cho biết các vết thương nghiêm trọng là không phổ biến, gà tây có các vết loét có thể nhìn thấy.
Vào ngày 29 tháng 5 năm 2018, hàng trăm nhà hoạt động DxE tổ chức một cuộc biểu tình bên ngoài trang trại Cal Eggs ở Petaluma, CA nơi cung cấp trứng cho Whole Foods. Một số nhà hoạt động đã vào chuồng và thực hiện trực tiếp đưa những con chim bị bệnh ra ngoài. 40 trong số các nhà hoạt động bị bắt vì tội xâm phạm. Các NHĐ DxE coi "Giải cứu công khai" là thiết lập "quyền giải cứu" động vật một cách hợp pháp trong tương lai.
Sau nhiều cuộc biểu tình bên trong cửa hàng Whole Foods ở Berkeley, CA. Whole Foods đã có lệnh cấm đối với các nhà hoạt động DxE vào tháng 9 năm 2018, cấm Wayne Hsiung và 150 nhà hoạt động DxE giấu tên khác vào cửa hàng cụ thể hay bãi đậu xe của họ.

### Cam kết giải phóng
Tháng 11 năm 2015, DxE trở thành một trong những tổ chức ủng hộ rõ ràng nhất cho một hành động mới được gọi là "Cam kết Giải phóng", với người đồng sáng lập Wayne Hsiung tác giả một tác phẩm trong Huffington Post công bố về cam kết. (Theo trang Liberationpledge.com), "cam kết được đơn giản như sau:
```
" Một: Công khai từ chối ăn động vật - sống Thuần Chay.
```

```
Hai: Công khai từ chối ngồi nơi mọi người đang ăn động vật.
```

```
Ba: Khuyến khích người khác thực hiện cam kết." 
 
[
39
]
```

Cam kết được coi là gây tranh cãi khi phát hành, gồm những lời chỉ trích liên quan đến công bằng thực phẩm và bằng cách cô lập những người ăn chay có cam kết. Một số nhân vật nổi bật trong phong trào bảo vệ quyền động vật, bao gồm Anita Krajnc của Toronto Pig Save và Keith McHenry của Food Not Bombs đã cam kết, với McHenry tuyên bố rằng: "Chúng ta phải ngừng ăn thịt động vật."  Người sáng tạo Wanyama Box, Nzinga Young bảo vệ cam kết giải phóng viết: "khi tôi dành thời gian trong không gian an toàn với những người linh thiêng, tôi không muốn nhìn thấy tàn sát." 

### Chiến dịch Costco
Vào tháng 7 năm 2016, DxE công bố một cuộc điều tra về Farmer John, một công ty con của Hormel và cũng là nhà cung cấp cho Costco, Safeway và LA Dodgers có trụ sở ngay bên ngoài Los Angeles. Cuộc điều tra ghi nhận việc sử dụng carbadox - một loại kháng sinh được FDA xác định là chất gây ung thư và khuyến cáo loại bỏ khỏi thị trường. Các nhà hoạt động lập luận rằng sự giống nhau giữa sinh học động vật và con người tất yếu dẫn đến những khủng hoảng tiềm tàng như vi khuẩn kháng kháng sinh.
Sau cuộc điều tra của Farmer John, các nhà hoạt động của DxE liên tục làm gián đoạn các trận bóng chày của LA Dodgers để phản đối việc đội bóng này mời hot dogs "Dodger Dogs" của Farmer John. Các NHĐ ở LA, Colorado và Khu vực Vịnh San Francisco nhảy vào sân đấu cùng với các biểu ngữ tuyên bố "Dodgers tra tấn động vật" và "Giải phóng Động Vật ngay bây giờ". Các cuộc biểu tình tiếp tục diễn ra giữa các NHĐ với Farmer John, nhằm phản đối việc thúc đẩy "tra tấn và giết động vật".
DxE theo dõi cuộc điều tra của Farmer John bằng cách điều tra một nhà cung cấp trứng không lồng cho Costco. Costco trở thành công ty dẫn đầu trong xu hướng năm 2016 của các công ty thực phẩm cam kết chuyển sang cung cấp trứng không lồng. Nhưng theo DxE, cuộc điều tra đặt ra những câu hỏi về tình trạng phúc lợi động vật sau ngày làm việc, DxE phát hành một video cho thấy những con chim chết trên sàn nhà và những con gà mái bị các vết mổ bởi những con gà khác, từng mảnh cơ thể của những con chim bị xé xác rãi khắp chuồng. Đáp lại video do DxE phát hành, nhà cung cấp tuyên bố các NHĐ đã "đột nhập và xâm phạm bất hợp pháp" và rằng "video không cho thấy những gì thực sự diễn ra trong chuồng trại của chúng tôi và dường như được dàn dựng cho hiệu quả sản xuất, nhóm này đã không xin phép vào trang trại". Trưởng nhóm tổ chức Wayne Hsiung nói, Anh lập luận rằng nhóm đã không vi phạm bất kỳ luật nào vì họ nghi ngờ sự tàn ác đối với động vật và điều đó cho họ quyền được vào. Tất cả những con chim bên trong trang trại đã bị phá hủy do nguy cơ ô nhiễm. Hai nhà tổ chức DxE thực hiện cuộc điều tra đã bị buộc trọng tội trộm cắp thương mại và sau đó tuyên bố họ đã không có một cuộc tranh luận nào để được giảm tội. Các bị cáo sau đó được lệnh phải trả khoản bồi thường trị giá $331,991 để bồi thường cho chủ trang trại khi ông ta bị buộc phải hủy bỏ (giết mổ) tất cả những con gà trong chuồng, mặc dù thực tế là tất cả những con gà bị nông dân giết đều ở trong chuồng khác, nơi các nhà hoạt động không bao giờ vào được. Những NHĐ của DxE khẳng định rằng, sự suy giảm đã xảy ra để che đậy sự tàn ác tại các trang trại và họ trích dẫn các tài liệu cho thấy tỷ lệ tử vong của động vật vượt xa các tiêu chuẩn ngành.
DxE tiếp tục tổ chức các cuộc biểu tình tại các cửa hàng của Costco trên toàn quốc sau cuộc điều tra.

### Mở rộng giải cứu công khai
Vào tháng 12 năm 2016, các dự án giải cứu công khai của DxE bắt đầu mở rộng ra ngoài Vùng Vịnh, khi các thành viên ở Toronto công bố một cuộc điều tra về một trang trại lợn. Dự án được tiếp nối bởi cuộc giải cứu phối hợp quốc tế với những người ủng hộ động vật ở Thụy Điển, Đức và Úc. Tháng 4 năm 2017, các nhà hoạt động của DxE ở Colorado tiến hành một cuộc điều tra về trang trại Morning Fresh, một nhà cung cấp trứng gà không lồng.
Năm 2017, các nhà hoạt động quyền động vật cùng với DxE tham gia vào trang trại Circle Four có tên là Smithfield Foods ở Utah và thực hiện giải cứu công khai hai bé heo con sau đó có tên là Lily và Lizzie. Họ gọi hai bé heo bằng tên mã là Lucy và Ethel nhằm giữ bí mật sau cuộc giải cứu. Thật không may, cuộc giải cứu của họ đã kích hoạt một cuộc săn lùng FBI đa bang rộng lớn. DxE phát hành video thực tế ảo đưa người xem vào chuồng tại trang trại Circle Four và cho thấy rất nhiều con lợn nái bị cắt làm thịt trong đẫm máu, cuộc sống của lợn nái mang thai trong trang trại chỉ là một ô bê tông xi măng nhỏ hẹp không thể quay đầu không thể xoay hay di chuyển, gặm các thanh sắt trong ô chuồng hạn hẹp để sống cho đến khi họ sinh con, heo con bám lấy dẫm đạp nhau và gặm các anh chị em đã chết. Một video được quay bởi DxE trùng khớp với giải cứu công khai tại trang trại Circle Four đã được người phát ngôn của Smithfield gọi là không chính xác. Nội dung trên video thể hiện rõ ràng sự ngược đãi và lạm dụng động vật tại trang trại Circle Four.
Vào tháng 11 cùng năm, một nhóm các nhà hoạt động DxE, bao gồm nữ diễn viên Alexandra Paul, đã tuyên bố phơi bày sự tàn ác và bỏ bê động vật tại Zonneveld Dairy, một nhà cung cấp sữa cho Land O'Lakes có trụ sở tại California nơi "những con bê non phải chịu đựng sống trong những cái chuồng bẩn thỉu, không được bảo vệ khi nhiệt độ thấp và cao kỷ lục từ 19 đến 110 độ F, bị viêm phổi, tiêu chảy, lở loét, nhiễm giòi và nhiễm trùng". Nhóm các nhà hoạt động đã thực hiện giải cứu công khai một con bê ốm, sau này được đặt tên là Roselynn.
Tháng 9 năm 2017, các nhà tổ chức DxE tham dự một lớp chế biến gia cầm quy mô nhỏ tại Long Shadow Farm, một trang trại rộng 6 mẫu ở Berthoud, Colorado chuyên nuôi gà chăn thả. Cơ sở nuôi động vật và cung cấp "dịch vụ chế biến gia cầm."  Được sự lãnh đạo bởi người tổ chức DxE Aidan Cook, dưới cái tên "Denver Baby Animal Save", nhóm đã giả mạo là tình nguyện viên để tham gia vào khu nhà  và đưa được ba con gà rời đi sau khi yêu cầu xin được giữ một số con gà trong sự giúp đỡ từ con gái 8 tuổi của chủ sở hữu.
Ý kiến hành động khác nhau, với nhà tổ chức DxE và các thành viên tuyên bố, đã "giải cứu" những con gà, trong khi chủ trang trại coi đó là "trộm cắp". Người phát ngôn của DxE tuyên bố rằng " dẫu rằng nhóm bảo vệ quyền động vật có thể cứu được nhiều gà hơn bằng cách mua họ, nhưng nhóm phản đối việc mua vào một hệ thống gây tổn thương cho động vật". Nhà tổ chức DxE, người đã tiến hành "giải cứu công khai" trả lời một cuộc điều tra của chủ trang trại nói rằng: "Chúng tôi đã đưa gà của bạn đến một khu bảo tồn, nơi họ có thể được Tự Do."  Hai trong số những con gà được đưa về đã mang mycoplasma - một bệnh hô hấp truyền nhiễm cao có khả năng lây nhiễm ở gia cầm. Văn phòng Cảnh sát trưởng hạt Larimer đang điều tra một số cáo buộc phạm tội bao gồm xâm phạm, cố gắng trộm cắp gia súc và trộm cắp gia súc.
Vào tháng 5 năm 2018, một công tố viên Utah đã nộp đơn tố cáo trọng tội đối với sáu nhà hoạt động DxE xuất phát từ một cuộc điều tra bí mật về các điều kiện tàn bạo tại một trang trại gà tây ở Moroni, Utah - nhà cung cấp cho Norbest. Cuộc điều tra của DxE cho thấy "hàng chục ngàn con gà tây bị nhồi nhét bên trong chuồng công nghiệp bẩn thỉu, hầu như nằm trên nhau", những NHĐ cũng đã giải cứu được ba con gà tây bị bệnh, bị thương và đang trên bờ vực của cái chết. Các tội danh bao gồm hai trọng tội trộm cắp có thể mang án tù 5 năm mỗi tội. Tháng 10 năm 2018, bản án của thẩm phán cho phép 3 trong số các bị cáo thực hiện dịch vụ cộng đồng thay cho hình phạt tiếp theo nếu họ nhận tội đối với tội nhẹ.
Tuy nhiên, Wayne Hsiung và Paul Darwin Picklesimer sẽ phải trải qua tố tụng bổ sung để xác định phán quyết cuối cùng.

## Triết học

### Gian lận nhân đạo
Một trong những chủ đề chiến dịch trọng tâm nhất của DxE là chiến dịch liên tục chống lại các công ty tuyên bố bán sản phẩm với tiêu chuẩn phúc lợi động vật cao cấp, như Whole Foods Market, Chipotle và các trang trại gia đình nhỏ. Thông qua các cuộc điều tra, tuyên bố công khai, các bài viết, các cuộc biểu tình và trộm cắp động vật, DxE đã cáo buộc nhiều trường hợp các công ty đó nói dối về các điều kiện thực tế trên trang trại của họ hay trang trại của nhà cung cấp. DxE cũng tin rằng không thể nuôi và giết động vật trong cách nhân đạo.

### Khoa học xã hội
Các nhà lãnh đạo của DxE, bao gồm một số sinh viên khoa học xã hội, các nhà tổ chức DxE nhằm mục đích sử dụng khoa học xã hội để thuyết phục những người khác tham gia cuộc biểu tình của họ và tự giải cứu. DxE đã xuất bản các bài báo về bằng chứng cho cuộc kháng chiến dân sự bất bạo động dựa trên công trình của nhà khoa học chính trị Erica Chenoweth, tầm quan trọng của các mối quan hệ xã hội dựa trên công việc của nhà xã hội học Doug McAdam và tầm quan trọng của việc vận động quần chúng dựa trên nghiên cứu của nhà khoa học mạng Duncan Watts.

### Người tiêu dùng
Các NHĐ và nhà văn kết hợp với DxE đã phê bình rằng, trọng tâm đương thời của phong trào quyền động vật là việc tạo ra những người ăn chay cá nhân và tôn vinh các sản phẩm tiêu dùng như kem thuần chay thay vì tập trung vào hoạt động và thay đổi các thể chế chính trị xã hội. DxE lập luận rằng tập trung cá nhân là ít hiệu quả hơn so với việc cố gắng thay đổi các tổ chức, vì sự tập trung cá nhân không khiến mọi người phải làm nhiều hơn một khi họ ngừng sử dụng động vật một cách cá nhân. Thay vào đó, DxE lập luận rằng các nhóm hoạt động nên thúc đẩy mọi người hành động để phong trào phát triển nhanh hơn. Và cũng lập luận về nguyên tắc bất bạo động là một hành vi tức giận đối với các hệ thống, dành lòng trắc ẩn đối với các cá nhân và rằng một phong trào phản đối sẽ thành công hơn bằng cách tập trung vào chính phủ, các tập đoàn và các tổ chức khác thay vì làm cho người tiêu dùng cá nhân phòng thủ bằng cách tấn công cá nhân họ.
Blog của DxE cũng đã lập luận rằng các lựa chọn thuần chay của người tiêu dùng cũng đánh lạc hướng khỏi mối đe dọa thực sự đến động vật, cho phép các công ty đang làm tổn thương động vật như Whole Foods tránh sự chỉ trích và các nhà hoạt động vì quyền động vật không hành động chống lại họ. Trong một cuộc thảo luận với triết gia Rutgers và nhà lý luận học quyền động vật Gary Francione, đồng sáng lập DxE Wayne Hsiung tuyên bố rằng "Hoạt động không về Thuần Chay, mà là về cơ sở Đạo Đức." 

## Chiến thuật

### Giải cứu công khai
Wayne Hsiung dẫn chứng nguồn cảm hứng cho DxE là từ công việc của Patty Mark, một nhà hoạt động vì quyền động vật của Úc và là người sáng lập Animal Liberation Victoria (ALV). Các nhà hoạt động của ALV đã phổ biến chiến thuật đi vào các trang trại vào giữa đêm mà không cải trang và quay phim các điều kiện bên trong. Chiến thuật này tương phản với hình thức điều tra phổ biến hơn trong phong trào bảo vệ quyền động vật ở Mỹ, trong đó một điều tra viên đóng giả làm công nhân nông trại để quay phim bằng camera ẩn. Các nhà hoạt động giải cứu công khai nhấn mạnh rằng, cách tiếp cận của họ cho phép miêu tả câu chuyện của từng loại cá nhân động vật, các nhà hoạt động có thể tập trung giải cứu những động vật chết vì bệnh trong trang trại làm tư liệu về sự phục hồi của họ. Cũng mô tả giải cứu công khai như một hình thức hoạt động mà bất cứ ai cũng có thể thực hiện, đưa ra khả năng cung cấp và mục tiêu phát triển cho hàng ngàn đội mở cứu hộ trên cả nước.
DxE trích dẫn các cuộc giải cứu công khai như là chìa khóa đầy đủ và rõ ràng để vạch trần các công ty "nhân tạo", thường quy mô nhỏ sẽ khó xâm nhập vào hơn. Vào tháng 4 năm 2016, ba thành viên của DxE đã bí mật đến Yulin, Trung Quốc, quê hương của lễ hội thịt chó Yulin, để ghi lại các sự chuẩn bị sắp tới của lễ hội, họ nói rằng họ đã có thể bắt được một số sự tàn bạo trên máy ảnh tại một trong những lò mổ lớn nhất trong thành phố. Hai trong số các nhà hoạt động với DxE đã có thể đưa ra những đoạn phim mà họ đã quay được cùng với ba con chó bị bắt làm thịt.
Công ty "nhân đạo" đã trở thành mục tiêu trong việc sử dụng chiến thuật của DxE.
Petaluma Farms, một nhà phân phối trứng cho Whole Foods, đã bị điều tra và là đối tượng của một chiến dịch được công bố rộng rãi và giải cứu công khai của DxE. Jonathan Mahrt, một nhân viên của Petaluma Farms và con trai của chủ sở hữu Petaluma Farms, Steven Mahrt, nói: "Cha tôi nghĩ rằng đó là một ngày buồn khi nông dân và chủ trang trại phải lo lắng về an ninh." 
Ngày 29 tháng 5 năm 2018, hàng trăm người biểu tình của DxE tổ chức cuộc biểu tình bên ngoài trang trại Cal Eggs ở Petaluma, CA. 40 trong số các nhà hoạt động vào chuồng trại và đưa trực tiếp những con chim sống và bị bệnh ra ngoài. 40 nhà hoạt động này sau đó đã bị bắt vì tội xâm phạm.
Các nhà hoạt động của DxE tin rằng họ có quyền hợp pháp để giải cứu động vật khỏi các trang trại ở California, nó được mô tả trong luật tiểu bang và họ muốn thiết lập quyền này tại tòa án.
Một hành động giải cứu công khai lớn được tổ chức vào Thứ Bảy, ngày 29 tháng 9 năm 2018 tại Petaluma Farms - nhà cung cấp cho Amazon và Whole Foods, lớn nhất nước Mỹ. Một số con gà mái chết trong trang trại được đưa ra khỏi khỏi chuồng trại bẩn thỉu, đông đúc, một con gà mái may mắn hơn được phép rời đi cùng với các nhà hoạt động và được gửi đến một khu bảo tồn, tuy nhiên phần còn lại được gửi đến trạm kiểm soát động vật và không may không sống sót được. Văn phòng cảnh sát trưởng Petaluma báo cáo rằng 67 nhà hoạt động đã bị bắt tại hiện trường. DxE tính đó là 58 nhà hoạt động đã bị bắt. Sau khi được thả, các nhà hoạt động tiếp tục phản đối sự bất hợp pháp của cảnh sát, bất chấp các nhà hoạt động có quyền giải cứu công khai theo luật hình sự California 597E, Doctrine of necessity (Học thuyết cần thiết). Các NHĐ tiếp tục chiến đấu để được phép tiếp tục giải cứu công khai.

### Cuộc biểu tình quần chúng
Lấy cảm hứng từ cả hai mạng lưới hoạt động với các nhóm kịch đường phố như Improv Everywhere, DxE huy động đông đảo các nhà hoạt động tham gia để phản đối sáng tạo trong không gian công cộng nổi bật.
Những hành động đầu tiên trong lịch sử của DxE bao gồm một guerilla poem, một "người đóng băng" tại một trung tâm mua sắm nổi tiếng, sự gián đoạn màn ảnh thịt Mỹ với những câu chuyện và hình ảnh của động vật đồng hành và nhiều nỗ lực sáng tạo khác.
Các cuộc biểu tình trên mạng đáng chú ý bao gồm một nỗ lực vào mùa hè năm 2015 kết hợp cùng chó, mèo và các động vật đồng hành khác vào các cuộc biểu tình như một biểu tượng của sự hỗ trợ, kết nối và bình đẳng của con người với động vật. DxE cũng đã ban hành #DisruptSpeciesism và #DogMeatPlease thử thách video lan truyền vào tháng 9 năm 2014 và 2015 tương ứng đã thu hút được sự nổi tiếng trên khắp phương tiện truyền thông mạng xã hội khi video của người tổ chức DxE Priya Sawhney, Kelly Atlas và Jenny McQueen được phổ biến.
Vào tháng 3 năm 2018, DxE đã đồng tổ chức một cuộc biểu tình với Vịnh Compassionate để hỗ trợ Giám sát viên Katy Tang tại San Francisco dẫn đầu nỗ lực cấm bán lông thú trong thành phố. Cuối tháng đó, hội đồng giám sát của San Francisco đã bỏ phiếu nhất trí cấm bán lông thú mới.

### Sự gián đoạn sự kiện công cộng
Các NHĐ trong mạng lưới DxE đã thực hiện một số vụ gián đoạn nổi bật của các nhân vật công chúng. Vào tháng 8 năm 2015, nhà hoạt động Matt Johnson của bang Iowa đã hỏi Thống đốc bang New Jersey Chris Christie về quyền phủ quyết của ông đối với một dự luật cấm hỗ trợ rộng rãi cho các chuồng mang thai dành cho lợn mẹ mà công chúng coi là tàn nhẫn. Johnson cũng hỏi Christie về việc ông ta truy tố các nhà hoạt động vì quyền động vật (xem Stop Huntingdon Animal Cruelty) và nguyên nhân phản đối chung. Khi Christie từ chối các câu hỏi của Johnson, Johnson đã nhảy lên sân khấu cùng với một số nhà hoạt động khác với một biểu ngữ yêu cầu "Giải phóng động vật ngay bây giờ".
Johnson tổ chức các cuộc gián đoạn tương tự dọc theo chiến dịch tranh cử, bao gồm tại các sự kiện chiến dịch ở Iowa của Thống đốc bang Ohio John Kasich và cựu Tổng thống Hoa Kỳ Bill Clinton và sự xuất hiện của cựu Giám đốc điều hành Hewlett Packard Carly Fiorina tại nơi sản xuất thịt lợn Iowa.
Fiorina đã trả lời cuộc biểu tình của Johnson bằng cách lên án anh vì đã phản đối vì động vật mà không phải cuộc sống của những đứa trẻ chưa sinh. Một số nhà hoạt động từ Iowa và Indiana cũng làm gián đoạn một diễn đàn mang ý nghĩa gia đình của đảng Cộng hòa vào đêm Lễ Tạ ơn và phát hành video điều tra của DxE về Diestel Turkey Ranch.
Vào tháng 1 năm 2016, các nhà hoạt động đã làm gián đoạn bài phát biểu của Thống đốc Pennsylvania Tom Wolf tại lễ kỷ niệm 100 năm của Pennsylvania Farm Show, nói rằng không có lý do gì để nhốt và giết Lợn, Gà và Bò khi nó không ổn nếu làm điều đó với Chó hoặc Mèo. Nhà hoạt động DxE, Zach Groff, đã tuyên bố và đảm bảo rằng, bất kỳ sự kiện hay nhân vật công chúng nào thúc đẩy bạo lực chống lại động vật, là mục tiêu của sự gián đoạn phản đối.

## Sự chỉ trích
Direct Action Everywhere (Hành động trực tiếp ở mọi nơi) nhận được những sự chỉ trích từ người tiêu dùng thuần chay, không thuần chay, các cửa hàng và các trang trại nơi họ bị nhắm mục tiêu. Benny Johnson của Tạp chí Độc lập đã gọi các chiến thuật phản đối của DxE ở Berkeley là "bắt nạt" liên quan đến các cuộc biểu tình ở Berkeley vào mùa hè năm 2017 . Alice Waters, chủ sở hữu của Chez Panisse, là mục tiêu của một số cuộc biểu tình này, đã gọi họ là "sự phẫn nộ" và những người biểu tình DxE "cần phải làm bài tập về nhà" .
Về chủ đề của những cuộc biểu tình này và kiến thức về thực phẩm nhân đạo của người biểu tình, giám đốc điều hành chứng nhận nhân đạo Mimi Stein cho biết trong một email được gửi tới Washington Post rằng, DxE đang cố gắng phá hoại niềm tin của người tiêu dùng đối với các sản phẩm sản xuất có đạo đức và các doanh nghiệp làm việc trong đức tin tốt để truyền lại một mô hình kinh doanh truyền thống rất đáng mong đợi.... Xấu hổ về DxE.
Lauren-Elizabeth McGrath của tạp chí thuần chay Ecorazzi đã bình luận vào năm 2016 rằng, "Họ là một tổ chức được thành lập để làm hỏng ngày của những người ăn thịt trung bình nhưng đã thất bại trong việc giúp họ vượt qua điều đó" và bàn luận về những cáo buộc phân biệt chủng tộc trong tổ chức. Carol Adams, nhà nữ quyền ăn chay (vegetarian) và là tác giả của cuốn sách chính trị tình dục của thịt, tuyên bố trên blog của mình rằng cô có ý định tẩy chay các sự kiện tổ chức bởi những diễn giả DxE, nói rằng "DxE là một tổ chức phản tác dụng [vì hoạt động] cũng như sùng bái." 
Vào tháng 5 năm 2018, Hsiung và bốn người khác đã bị buộc tội ở Utah với hành vi trộm cắp, trộm cắp gia súc và tham gia vào một mô hình hoạt động bất hợp pháp (trọng tội); và tham gia vào một cuộc bạo loạn (misdeameanor). Họ được xác định sau khi đăng video trực tuyến chất lượng cao về việc đưa lợn rời đi từ một cơ sở thực phẩm Smithfield ở Hạt Beaver, Utah.